# Тот, который не стрелял
Я вам мозги не пудрю —

Уже не тот завод:

В меня стрелял поутру

Из ружей целый взвод.

За что мне эта злая,

Нелепая стезя —

Не то чтобы не знаю, —

Рассказывать нельзя.

Мой командир меня почти что спас,

Но кто-то на расстреле настоял…

И взвод отлично выполнил приказ, —

Но был один, который не стрелял.
«Тот, который не стрелял» («Я вам мозги не пудрю…») — песня Владимира Высоцкого о Великой Отечественной войне. Написана предположительно в конце 1972 — начале 1973 года, впервые публично исполнена 30 января 1973 года. При жизни поэта стихотворение было издано в 1977 году в Париже в сборнике «Песни русских бардов». В СССР впервые было опубликовано 8 мая 1987 года в газете «Советская Россия», первая пластинка с записью песни была выпущена фирмой «Мелодия» в 1989 году.
На создание песни повлияли многие факторы и обстоятельства, в том числе воспоминания родных и близких Высоцкого. Определённое воздействие  на поэтику произведения оказали популярная в послевоенные годы шуточная вагонная пародия «Я был батальонный разведчик», а также стихи поэтов-фронтовиков Михаила Кульчицкого, Семёна Гудзенко, Давида Самойлова, вошедшие в спектакль Театра на Таганке «Павшие и живые»; этих авторов, как и Высоцкого, тема «Человек и война» интересовала прежде всего с нравственно-философской точки зрения. В песне, герой которой выжил во время расстрела, раскрывается важнейшая для поэта проблема нравственного выбора человека. Произведение входит в условную группу текстов Высоцкого «Первый шаг», когда поступок того, «который не стрелял», идёт вразрез с привычными нормами общественного поведения.

## Описание
Герой песни, от лица которого ведётся повествование, приговорён к расстрелу по причине, о которой «не то чтобы не знаю — рассказывать нельзя». Боец попал под наблюдение «неутомимого особиста Суэтина», когда однажды не выполнил задание по взятию и доставке «языка». Спасти его от расстрела по приговору трибунала не смогли ни сослуживцы, ни даже командир. «Никто поделать ничего не смог», — рассказывает герой песни и тут же добавляет: «Нет. Смог один, который не стрелял». При приведении приговора в исполнение ему удаётся выжить, в чём он видит заслугу не стрелявшего бойца (в первоначальной авторской версии песни была строфа — «Меня недострелили потому, / Что был один, который не стрелял»). Повторный расстрел, по словам героя, не произошёл потому, что «расстреливать два раза уставы не велят». Когда хирург в медсанбате с удивлением и «цокая языком» удалял герою песни пули, он мысленно беседовал с «тем пареньком, который не стрелял». Трагизм произошедшего события пересказывается автором в нарочито ироническом стиле: «Я раны, как собака, / Лизал, а не лечил; / В госпиталях, однако, / В большом почёте был. // Ходил в меня влюблённый / Весь слабый женский пол: / „Эй ты, недострелённый, / Давай-ка на укол!“». Во время лечения боец посылал в свой батальон, который «геройствовал в Крыму», посылки с «глюкозой», «чтоб было слаще воевать» не выполнившему приказ сослуживцу. В конце повествования, когда рассказчик возвращается в свой полк после лечения, происходит трагедия. Убит тот, кто смог пойти наперекор обстоятельствам, а вместе с этим обрушивается и мир героя песни, обретшего благодаря ему свое спасение: «Немецкий снайпер дострелил меня, — / Убив того, который не стрелял».

## История песни
Владимир Высоцкий крайне редко датировал свои рукописи, поэтому исследователи его творчества устанавливают примерную дату написания произведений косвенными путями. В случае с песней «Тот, который не стрелял» большинство исследователей датируют её первое публичное исполнение тридцатым января 1973 года на концерте в ленинградской школе № 213. Опираясь на эту дату, они предполагают, что песня была написана в конце 1972 года. В воспоминаниях поэта Петра Вегина фигурирует рассказ о встрече с Высоцким в Театре на Таганке в 1973 году. В перерывах между репетицией и показом спектакля «Десять дней, которые потрясли мир» принимавший в нём участие Высоцкий дал интервью польской переводчице Лилиане Коротковой. В одном из эпизодов этой встречи Высоцкий спел песню «Я вам мозги не пудрю…» и рассказал, что закончил её только утром этого дня. В хронологии событий, описываемых Фёдором Раззаковым, выход на сцену Высоцкого в спектакле «Десять дней, которые потрясли мир» упоминается в начале 1973 года только один раз — 11 января.
Отец поэта, Семён Владимирович Высоцкий, вспоминал, что у них в доме часто бывали его фронтовые друзья и Володя с детских лет часами слушал их рассказы о войне. На одной из записей сохранился рассказ Высоцкого о том, что историю, лёгшую в основу песни «Тот, который не стрелял», он услышал от брата отца Алексея Владимировича. Тот прошёл всю войну артиллеристом и рассказывал много фронтовых историй. Батальон под командованием его боевого друга держал оборону в плавнях, и боевое построение имело изъяны — были открыты фланги. Сообщение об этом командованию было перехвачено немецкими войсками, и они усилили натиск. Командир батальона отдал приказ к отступлению и отвёл батальон с позиций в нарушение директивы командования. Несмотря на прошлые боевые заслуги и награды, за этот эпизод он был приговорён к расстрелу, но приказ не был приведён в исполнение из-за обострения боевых действий и больших потерь батальона. Со слов Высоцкого, когда песня на основе этих событий была готова, он спел её другу семьи, и тот сказал: «Да, это было. Точно. Было, было, было…».
В первом варианте стихотворения не было третьей и четвёртой строф, а первая строфа выглядела так: «За что стезя такая — / Отвечу на вопрос: / За то, что языка я / Добыл и не донёс». Весной 1973 года Высоцкий заменил одну строчку в тексте песни. Если раньше «главный злодей» песни именовался «особист Суэтин», то теперь это был «странный тип Суэтин». Слово «особист» из песни было убрано из-за нежелания автора лишний раз задевать чекистов. Несмотря на то, что во всех публичных выступлениях после 1973 года Высоцкий пел новый вариант, зафиксирована непубличная запись этой песни в 1975 году в студии Михаила Шемякина в Париже, где строка исполняется в первоначальном варианте. По мнению Андрея Крылова, это подтверждает вывод о том, что изменение строки вызвано не творческими, а автоцензурными соображениями.
В последний год жизни песню «Тот, который не стрелял» Высоцкий исполнял на своих концертах второй по порядку. Первой традиционно исполнялась песня «Братские могилы». Последнее известное исполнение автором этой песни состоялось 16 июля 1980 года.

## Первые записи и издания
Впервые студийная запись песни была сделана в сентябре 1975 года в Софии на студии «Балкантон». Летом 1976 года песню записали в Канаде для пластинки «VLADIMIR VISSOTSKI» (RCA Victor, 1977). Запись планировалась и на французской фирме «Le Chant du Monde» в 1977 году, но в последний момент при согласовании с Министерством культуры СССР несколько песен были вычеркнуты. Высоцкий особенно переживал, что в их число попала и «Тот, который не стрелял».
На русском языке текст песни был впервые напечатан при жизни поэта, в сборнике «Песни русских бардов» (составитель Владимир Аллой) парижского издательства «YMCA-Press» (1977). На родине Высоцкого произведение стало публиковаться только после присвоения поэту посмертно, в 1987 году, Государственной премии «за создание образа Жеглова в телевизионном художественном фильме „Место встречи изменить нельзя“ и авторское исполнение песен». Тогда стихотворение было опубликовано в газете «Советская Россия» (8 мая), журнале «Аврора» и некоторых других изданиях. Фирма «Мелодия» выпустила песню в 1989 году на пластинке «Кони привередливые» (десятой из серии «На концертах Владимира Высоцкого», М60 48979 001) в записи с концерта 1973 года.

## В контексте военной поэзии
«Я не прошел войны, но тоже много о ней пишу. Нам не пришлось поучаствовать, поэтому на совести как-то неспокойно. Мы как бы довоевываем в своих песнях. Мои песни не похожи на песни военных лет, хотя написаны о тех временах. У меня отец прошел всю войну. Был ранен. Вся семья военная. У моего родного дяди громадное количество наград и ран. Три Боевых Красных знамени… Алексей Высоцкий. На Украине есть местечко, называется Алешино в честь моего дяди. Он его освобождал».
В творческой биографии Высоцкого тема войны занимает одно из ключевых мест. По утверждению филолога Ольги Шилиной, если все его песни, включённые в этот цикл, расположить не по датам написания, а по хронологии происходивших событий, то читателям и слушателям будет представлена подробная летопись войны. Органичность и искренность поэта были таковы, что порой у аудитории возникало впечатление, будто автор рассказывает об увиденном и пережитом. Сам Высоцкий объяснял на концертах, что его военные произведения — «не песни-ретроспекции», а «песни-ассоциации». Он признавался, что для него, человека предвоенного поколения, выросшего в семье фронтовиков, эта тема важна — в том числе — из-за определённого чувства вины перед теми, кто родился раньше: «мы своим творчеством как бы „довоевываем“».
Литературовед Анатолий Кулагин считает, что первые военные песни Высоцкого были созданы под некоторым влиянием поэта Михаила Анчарова. Они сблизились в начале 1960-х годов, и анчаровская песня «Цыган-Маша» («Штрафные батальоны за всё платили штраф») стала для молодого автора откровением — он впервые услышал драматические истории о штрафных воинских подразделениях. Кроме того, существует вероятная связь между работами молодого Высоцкого и популярного в первые послевоенные годы трио, в состав которого входили исполнители Сергей Кристи, Алексей Охрименко и Владимир Шрейберг. Их песни «О Льве Толстом — мужике непростом» и «Ходит Гамлет с пистолетом» ушли в народ и считались городским фольклором, а своеобразную пародию на вагонные куплеты «Я был батальонный разведчик» Высоцкий исполнял в кругу близких с юношеских лет. Не исключено, что именно «Батальонный разведчик» повлиял на образы медсестёр в разных произведениях Высоцкого, в их числе и сотрудниц госпиталя в песне «Тот, который не стрелял» («Ходил в меня влюблённый весь слабый женский пол: / — Эй ты, недострелённый! Давай-ка на укол!»).
Возможно, развитию военной темы способствовало и участие Высоцкого в спектакле «Павшие и живые», поставленном в Театре на Таганке в 1965 году. Спектакль Юрия Любимова представлял собой музыкально-художественную композицию на стихи поэтов-фронтовиков Михаила Кульчицкого, Давида Самойлова и других; Высоцкому в нём досталась роль Семёна Гудзенко. Исследователи полагают, что поэтика упомянутых авторов повлияла на барда гораздо сильнее, чем мотивы, заложенные в стихах его ровесников — поэтов-шестидесятников. С поэтами фронтового поколения его сближала прежде всего внутренняя установка: так, если у шестидесятников разработка военной темы шла в основном в русле изучения социальных проблем, то для Высоцкого она была важна с нравственно-философской точки зрения. По словам Анатолия Кулагина, к началу 1970-х годов тема «Человек на войне» интересовала Высоцкого «не просто в масштабе военных действий, но в масштабе целого мироздания».
Песня «Тот, который не стрелял» вобрала в себя не только новую поэтическую философию автора, но и его «гамлетовский опыт» (в 1971 году в Театре на Таганке состоялась премьера спектакля «Гамлет», в котором Высоцкий сыграл главную роль). В песне, с одной стороны, присутствуют узнаваемые и вполне достоверные бытовые детали, а с другой — происходит условно-метафизический поворот сюжета («Немецкий снайпер дострелил меня, – / Убив того, который не стрелял»).

Высоцкий соединяет в одном лирическом сюжете быт и бытие, добиваясь высшей художественной правды… В песне проступает знакомое нам по песням «Чёрные бушлаты» и «Мы вращаем землю» гиперболизированное (и при этом — очень реальное, исходящее из конкретной ситуации) представление о возможностях человека, способного «и вращать Землю», и спасти отказом от выстрела чужую жизнь. 

## Художественные особенности

### В системе ценностей Высоцкого
В систематизации, предлагаемой литературоведом Владимиром Новиковым, «Тот, который не стрелял» входит в условную группу произведений Высоцкого, именуемую «Первый шаг», — речь идёт о песнях, герои которых совершают поступок, не соотносящийся с привычными нормами морали и являющийся своеобразным вызовом себе и окружающим. В эту же тематическую группу входят «Охота на волков», «Про дикого вепря», «Чужая колея». Герой, отказавшийся стрелять, по духу близок также рассказчику из «Песни о сентиментальном боксёре», признающемуся, что он с детства не может «бить человека по лицу», — эти персонажи интересны поэту прежде всего потому, что оказались в ситуации «выбора между долгом и совестью».

И герой, нащупавший пульс своей бесстрашной совести, вдруг вырастает до монументальных размеров: он уже — говорящая совесть своей эпохи, он — вестник из будущего, когда и жить-то без совести будет нельзя. Эти герои одиноки, но далеко не беспомощны. Пьеса «про того, который не стрелял» ещё раз убеждает нас в том, что и один в поле воин.
В то же время в системе ценностей Высоцкого существует особое тематическое направление под названием «Двое», когда происходит драматическое соединение людей, вынужденных противостоять остальному миру. Новиков, иллюстрируя это положение, приводит в качестве примера типологию человеческих отношений из романа Курта Воннегута «Колыбель для кошки», в котором упоминаются карассы — люди, чья жизнь переплелась с судьбами других помимо их воли. К их числу относятся не только два героя из песни «Тот, который не стрелял», но и персонажи других произведений Высоцкого. Среди них — «зэка Васильев и Петров», пытавшиеся сбежать из лагеря; напарники из «Песни лётчика-истребителя» («Их восемь — нас двое»); два друга из песни «Он не вернулся из боя»; водитель из «Дорожной истории», который, невзирая на сомнительное поведение случайного товарища, готов и дальше двигаться с ним в пути: «Я зла не помню — я опять его возьму».

### Ролевой герой
Текст произведения «Тот, который не стрелял» высоцковеды называют одним из образцов ролевой поэзии, когда повествование ведётся от лица человека, жизненный опыт которого не совпадает с авторским. Исследователи обращают внимание на то, что порой у слушателей Высоцкого создаётся впечатление, будто его лирический и ролевой герои идентичны, — в качестве примера литературовед М. В. Воронова приводит фрагмент из статьи поэта Станислава Куняева, писавшего на страницах «Литературной газеты» в 1982 году: «Лирический герой многих песен Высоцкого, как правило, примитивный человек, полуспившийся Ваня, приблатнённый Сережа, дефективная Нинка».
Высоцкому было известно, что публика иногда путала его лирическое «я» и его же ролевую маску; он писал: «Как ни спеши, тебя опережает клейкий ярлык, как отметка на лбу». Если говорить непосредственно о песне «Тот, который не стрелял», то, по словам М. В. Вороновой, необходимая информация о рассказчике даётся в ней с помощью речевых «средств маркировки». Характер героя начинает раскрываться с первых же строк — так, использование разговорной лексики («Я вам мозги не пудрю — / Уже не тот завод») вкупе с обращением к невидимой аудитории («вам») показывают, что рассказчик изначально настроен на понимание и сочувствие слушателей. А две следующие строки («В меня стрелял поутру / Из ружей целый взвод») демонстрируют, что история автора монолога не совпадает с биографией автора песни: «Высоцкий не воевал, и поэтому его лирический герой вряд ли может рассказывать от своего лица о событиях военного времени».
Мир, в котором живут ролевые персонажи поэта, делится, по словам высоцковеда Н. В. Фединой, на «добрых и злых, плохих и хороших людей»; в нём проложен чёткий водораздел между добром и злом, между теми, кто поддержит, и теми, кто осторожно обойдёт опасную ситуацию. В числе тех, кто соответствует авторскому представлению о подобном «кодексе чести» (и, соответственно, близок лирическому «я» Высоцкого), — герои песен «Тот, который не стрелял», «Дорожная история», «Охота на волков». При этом образы врагов в этих произведениях зачастую размыты. К примеру, в песне «Тот, который не стрелял» образ особиста Суэтина не выглядит зловещим, во-первых, из-за применяемого по отношению к нему ироничного определения «неутомимый наш», а во-вторых, из-за того, что его номенклатурное всесилие меркнет на фоне поступка человека, отказавшегося стрелять.

### Тема нравственного выбора
Поведение человека, оказавшегося в ситуации сложного этического выбора, рассматривалось в «военной» литературе задолго до написания песни «Тот, который не стрелял». Так, ещё в 1946 году вышла в свет повесть Виктора Некрасова «В окопах Сталинграда», в основу которой был заложен нравственный конфликт с вопросами о том, что важнее — воинский долг или человеческая жизнь. Весьма резкую реакцию советских критиков вызвала опубликованная в 1948 году повесть Эммануила Казакевича «Двое в степи», герой которой, двадцатилетний Огарков, приговаривается к расстрелу за невыполнение боевого задания. Исполнить приказ трибунала надлежит конвоиру Джурабаеву, у которого с осуждённым складываются добрые отношения. Кроме того, исследователи сравнивают историю, рассказанную Высоцким, с сюжетами двух произведений, написанных уже после смерти барда, — это повесть Мустая Карима «Помилование» и роман Виктора Астафьева «Прокляты и убиты». И в том, и в другом произведении речь идёт не только о трагических ситуациях, в которые попадают герои, но и о внутренней драме персонажей, вынужденных решать судьбу товарищей в условиях военного времени.
При сопоставлении повести «Помилование» и песни «Тот, который не стрелял» обнаруживается несколько смысловых пересечений — к примеру, в обоих случаях обвинения, предъявляемые героям, являются, возможно, верными по форме, но сомнительными по сути. При этом Карим подробно исследует переживания человека, которому надлежит быть расстреливающим, тогда как у Высоцкого история написана от лица расстреливаемого. Если герои «Помилования» терзаются из-за того, что обстоятельства не дают им возможности спасти товарища, то в песне всё меняет личный выбор одного персонажа: «Никто поделать ничего не смог. / Нет. Смог один, который не стрелял».

Это произведение — апология личной порядочности… Несмотря то что герой Высоцкого спасён, трагизма в его произведении не меньше, чем у Мустая Карима или В. Астафьева, потому что война хотя и допускает невероятное («Но слышу: „Жив, зараза! / Тащите в медсанбат — / Расстреливать два раза / Уставы не велят!“»), но всё же не даёт надежды на счастливый исход. Когда, казалось бы, опасность миновала и герой выжил, происходит трагедия, которая для него равносильна гибели. 

## Комментарии
1. ↑  Особист — сотрудник особого отдела — подразделения военной контрразведки, входившего в состав Красной армии[2].
2. ↑  В советских воинских уставах подобного запрета не было. Высоцкий в данном случае обращается к легендам досоветского времени, которые гласили, что при неудачной казни осуждённые на неё освобождались от наказания[4].
3. ↑  «Глюкоза» здесь в жаргонном выражении – дешёвые конфеты (карамельки) или сахар[4].